# Cewnik Tenckhoffa
Cewnik Tenckhoffa (ang. Tenckhoff catheter) – cewnik używany w dializie otrzewnowej, zawierający pierścienie z dakronu.